# スタンリー・クラーク (アルバム)
『スタンリー・クラーク』(Stanley Clarke) は、アメリカ合衆国のベーシスト、スタンリー・クラークが1974年に発表した2作目のスタジオ・アルバム。ネンペラー・レコード移籍第1弾アルバムとしてリリースされた。

## 解説
ポリドール・レコードから発売された『チルドレン・オブ・フォーエヴァー』（1973年）に続くリーダー・アルバムだが、クラーク自身によれば、同アルバムはレーベル及びチック・コリア主導の作品とのことで、本作が実質的なリーダー・デビュー作と位置付けられている。唯一のボーカル曲「イエスタデイ・プリンセス」では、当時の妻キャロリンが作詞に貢献した。参加メンバーのうちビル・コナーズは、リターン・トゥ・フォーエヴァーのアルバム『第7銀河の讃歌』（1973年）でクラークと共演しており、トニー・ウィリアムスは1972年、自身のリーダー・バンドであるライフタイムでクラークをメンバーとして起用したことがある。
アメリカでは総合アルバム・チャートのBillboard 200で59位、『ビルボード』のジャズ・アルバム・チャートで4位を記録した。

## 収録曲
特記なき楽曲はスタンリー・クラーク作。2.を除く全曲ともインストゥルメンタル。
1. ヴァルカン・プリンセス - "Vulcan Princess" - 4:00
2. イエスタデイ・プリンセス - "Yesterday Princess" (Stanley Clarke, Carolyn Clarke) - 1:41
3. ロプシー・ルー - "Lopsy Lu" - 7:04
4. パワー - "Power" - 7:21
5. スパニッシュ・フェイゼズ・フォー・ストリングス&ベース - "Spanish Phases for Strings & Bass" (Michael Gibbs) - 6:32
6. ライフ・スーツ - "Life Suite" - 13:49
  1. Part I
  2. Part II
  3. Part III
  4. Part IV

## 参加ミュージシャン
- スタンリー・クラーク - エレクトリックベース、アコースティック・ベース、ボーカル、エフェクト、ブラス・オーケストレーション
- ビル・コナーズ - ギター
- ヤン・ハマー - ピアノ、エレクトリックピアノ、ハモンドオルガン、シンセサイザー
- トニー・ウィリアムス - ドラムス
- アイアート・モレイラ - パーカッション(#6)
- マイケル・ギブス - ストリングス・オーケストレーション(#5, #6)、ブラス・オーケストレーション(#6)

ストリングス・セクション
David Nadien, Charles P. McCracken, Jesse Levy, Carol Buck, Beverly Lauridsen, Harry Cykman, Harold Kohon, Paul Gershman, Harry Lookofsky, Emanuel Green
ブラス・セクション
Peter Gordon, David Taylor, Jon Faddis, James Buffington, Lewis M. Soloff, Gamett Brown